# گاگان
گاگان (انگلیسی: Gaggan) رستورانی دوستاره در شهر بانکوک تایلند بود که از سال ۲۰۱۰ تا ۲۰۱۹ توسط سرآشپز هندی گاگان آناند اداره می‌شد. این رستوران، بهترین رستوران آسیا و هفتمین رستوران برتر جهان در فهرست ۵۰ رستوران برتر جهان مابین سال‌های ۲۰۱۵ تا ۲۰۱۸ بود.